# Martin Sommer (SS-Mitglied)

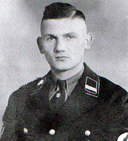
Martin Sommer (1935)

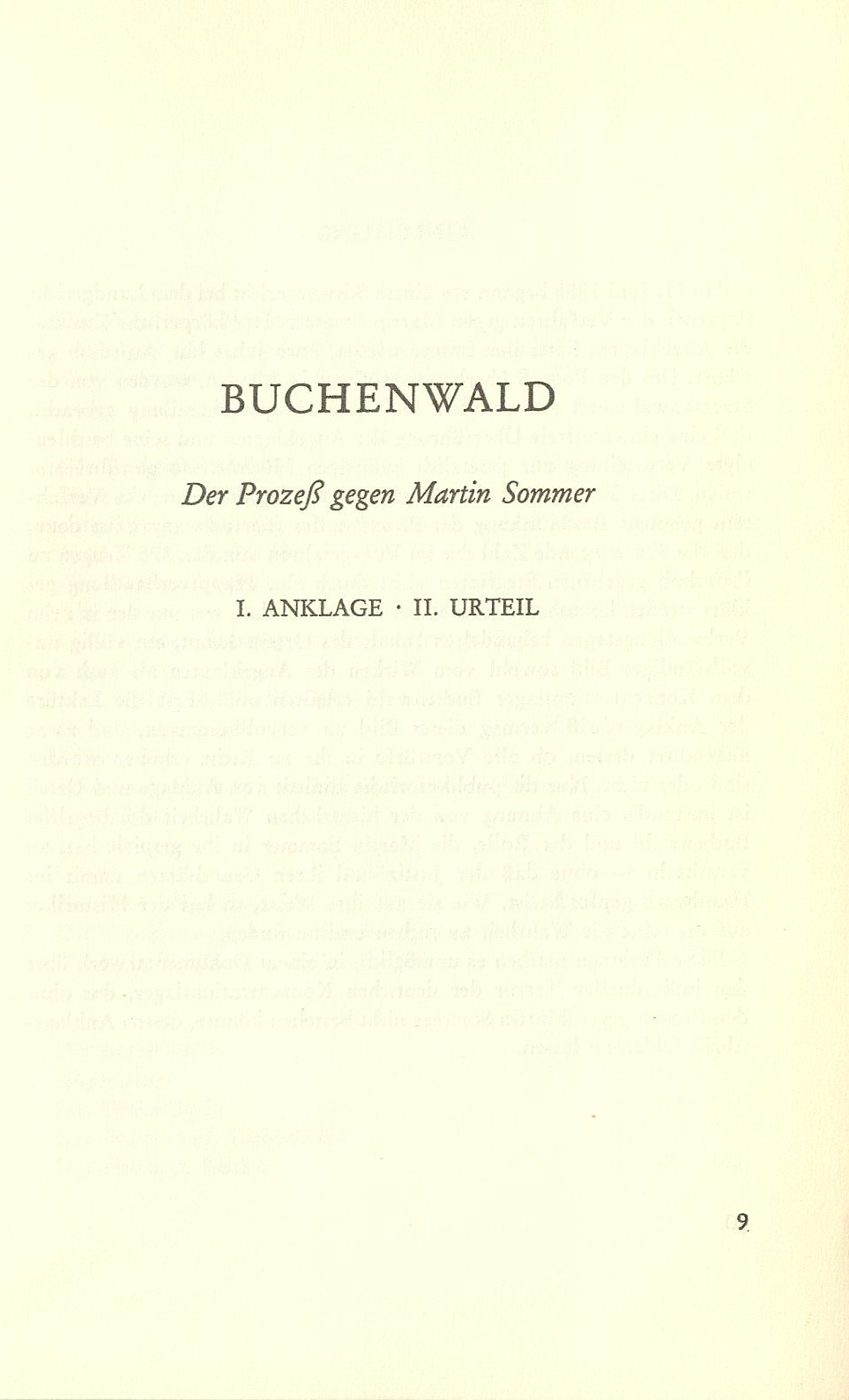
Prozessdokumentation (1962)

Walter Gerhard Martin Sommer (* 8. Februar 1915 in Schkölen; † 7. Juni 1988 in Schwarzenbruck, Landkreis Nürnberger Land), auch bekannt als Henker von Buchenwald, war ein deutscher SS-Angehöriger und Aufseher in den Konzentrationslagern Sachsenburg und Buchenwald.

## Leben
Martin Sommer wurde als Sohn eines Bauern in Schkölen geboren, er besuchte die Volksschule und sollte wie sein Vater Bauer werden. 1931 trat er in die NSDAP und die SA ein. 1933 wechselte Sommer zur SS und ab 15. Mai 1934 in den Totenkopfverband „SS-Sonderkommando 3 / Sachsen“ in der politischen Bereitschaft Dresden unter dem Kommandeur Karl Otto Koch. Ab 1935 verrichtete er vorübergehend Wachdienst im KZ Sachsenburg. Nach einem Motorradunfall im Jahr 1936 wurde Sommer ab Ende Juni 1937 in den Kommandanturstab des in der Entstehung befindlichen Konzentrationslagers Buchenwald versetzt und wurde, wieder unter Karl Otto Koch, zunächst als Leiter des Spreng- und Rodekommandos und im „Kommando Steinbruch“ sowie als Blockführer eingesetzt. Er hatte zu dieser Zeit den Rang eines SS-Rottenführers. Inzwischen zum SS-Scharführer aufgestiegen, war Sommer ab Herbst 1938 bis ins Frühjahr 1943 Verwalter des berüchtigten Arrestzellenbaus (Bunker), am 1. September 1942 erfolgte noch seine Beförderung zum SS-Hauptscharführer.
Im Arrestgebäude, welches sich links vom Haupttor befand, war Sommer uneingeschränkter Herrscher, er folterte und tötete inhaftierte Insassen mit besonders qualvollen Methoden: Er ließ Häftlinge verhungern, erhängte sie in ihrer Zelle, vergiftete das wenige Essen oder erschlug sie einfach mit einem Stück Eisen. Auch spritzte er Häftlingen Phenol, Evipan oder Luft in die Venen. So sollen ihm unter anderem Paul Schneider, Ernst Heilmann sowie unzählige weitere Häftlinge zum Opfer gefallen sein. Die Leichen schob er zum Teil nachts unter sein Bett im Dienstzimmer des Arrestbaus, wo sie die Leichenträger am nächsten Morgen wegschaffen mussten. In einem Fall soll Sommer den Schädel eines Häftlings mit einer Schraubzwinge zerquetscht haben, ein anderes Mal kettete er einen Pfarrer außen an das Arrestgebäude, übergoss ihn mit kaltem Wasser und ließ ihn bei eisiger Kälte erfrieren. Zu Sommers Gräueltaten gibt es viele Zeugenberichte, insbesondere von ehemaligen Kalfaktoren, d. h. Häftlingen, die im Bunker arbeiten mussten. Sommers Stellvertreter war Anton Bergmeier, sein Nachfolger ab 1943 Gustav Heigel.
Weiterhin war Sommer für die offizielle Hinrichtung und Bestrafung verurteilter Gefangener zuständig. Er war der gefürchtetste Vollstrecker der Prügelstrafe auf dem Prügelbock. Dabei erhielt der gefesselte Delinquent 25 Stockhiebe auf das nackte Gesäß, wobei er diese laut mitzählen musste. Sommer schlug so stark zu, bis er nach eigenen Angaben Blasen an den Händen hatte. Er riss anderen SS-Männern den Stock aus der Hand und schlug selbst weiter, wenn diese seiner Meinung nach nicht stark genug zuschlugen. So mancher Häftling wurde mit kaputtgeschlagenen Nieren ins Krankenrevier oder ins Krematorium eingeliefert. Seine Brutalität bei den Prügelexekutionen entschuldigte Sommer vor Gericht 1958 damit, dass seine Jugend und seine sportlich durchtrainierte Körperkraft von der Lagerleitung missbraucht worden seien. Bei ihm sei kein Schlag danebengegangen.

„Weil er der brutalste Schläger war, wurde er von dem Kommandanten Koch an 1. Stelle zur Vollstreckung der Prügelstrafe herangezogen. Bei der Vollstreckung war ihm jeweils deutlich anzumerken, dass er bei der Austeilung der Hiebe grosses Vergnügen, wenn auch nicht geschlechtlicher Art, empfand. Er hat im Arrestbau die ihm anvertrauten Häftlinge in massloser Weise geschlagen, getreten und auf alle sonst mögliche Art gequält und ihnen dadurch im Übermass Schmerzen körperlicher und seelischer Art zugefügt, obwohl nach seinem eigenen Vorbringen Misshandlungen von Häftlingen ohne Weisung des Kommandanten nach der Lagerordnung unzulässig waren. Der Angeklagte hat das alles getan, weil er auf Grund seiner Erziehung bei der SS nicht nur jeden Häftling als seinen persönlichen Feind ansah, sondern weil er darüber hinaus alle Häftlinge für minderwertige lebensunwerte Geschöpfe hielt. […] Er hat jeweils am Morgen nach der Tat, als die Leichenträger an der Eingangstüre zum Arrestbau mit der Bahre angetreten waren, die Leiche auf seinen eigenen Schultern aus dem Arrestbau herausgetragen, mit Wucht auf die Bahre geworfen und sich dabei in verwerflichster Weise geäussert, wie etwa: ‚So, der Vogel ist hin.‘ Daraus ergibt sich seine völlige Kaltblütigkeit, die einen sicheren Rückschluss darauf zulässt, dass der Angeklagte auch bei Ausführung der Taten völlig ruhigen Blutes war.“

Nach dem gerichtlichen Gutachten seines betreuenden Arztes Riemenschneider war Martin Sommer „weder geisteskrank noch geistesschwach und er sei dies auch früher nie gewesen. Sommer sei im psychologischen Sinne ein ausgeprägter Sadist, ein mitleidsloser Egoist in der krassesten Form. Durch die Härte seiner elterlichen Erziehung und durch die Umwelteinflüsse im KZ Buchenwald, wo ihm die Brutalität täglich vorexerziert wurde, sei er zu unerbittlicher Grausamkeit erzogen worden.“
Im Frühjahr 1943 wurde Sommer zur Waffen-SS versetzt. Hier diente er zunächst bei einer Panzerersatzabteilung und dann bis zum August 1943 beim 9. SS-Panzerregiment der 9. SS-Panzer-Division „Hohenstaufen“. Am 28. August 1943 ließ der SS-Richter Konrad Morgen Sommer nach Buchenwald zurückbeordern, verhaften und in ein Untersuchungsgefängnis nach Weimar bringen. Für offiziell nicht genehmigte Hinrichtungen im Zusammenhang mit der Korruptionsaffäre des Lagerkommandanten Koch sollte Sommer der Prozess gemacht werden. Er bestritt zunächst jegliche Schuld, gab aber später die heimliche Tötung von 40 bis 50 Häftlingen durch tödliche Injektionen zu. Nach Sommers eigener Aussage von 1967 soll er nur wegen unerlaubter Tötung von zwei Häftlingen und eines Mordversuchs angeklagt gewesen sein. Zu den Tötungen auf persönlichen Befehl Kochs sei ihm vom Gericht jegliche Aussage verweigert worden. Es bleibt unklar, ob es tatsächlich zu einem Urteil gegen Sommer kam.
Jedenfalls erhielt Sommer Frontbewährung. Anfang März 1945 setzte man ihn zusammen mit anderen SS-Untersuchungshäftlingen in einer Panzereinheit im Raum Eisenach ein. Dort wurde er am 8. April 1945 schwer verwundet, als ein amerikanisches Flugzeug mit seiner gesamten Bombenlast neben Sommers Panzer einschlug. Er erlitt schwerste Verletzungen am linken Arm, im Bauch und am rechten Bein, so dass dieses bis auf 15 cm amputiert werden musste.
Nach dem Lazarettaufenthalt wurde er im Sommer 1945 von der US Army unter falschem Namen zunächst ins Internierungslager Ludwigsburg gebracht. Nach seiner weiteren Internierung in Garmisch wurde er in einem Spruchkammerverfahren entnazifiziert. Im Juni 1947 wurde Sommer in das Versehrtenheim im Schloss Possenhofen entlassen, wo er in jenem Jahr von einem ehemaligen Häftling erkannt und am 22. Februar 1950 schließlich festgenommen wurde. Im März 1950 wurde er nach Bayreuth in das dortige Versehrtenkrankenhaus verlegt, das unter dem umstrittenen ehemaligen NS-Mediziner Paul Rostock kurz vorher den Betrieb aufgenommen hatte.
Mit der Begründung, der „primitive Rohling“ (so das psychiatrische Gutachten) sei aufgrund schwerster Kriegsverletzungen nicht verhandlungsfähig und eine Fluchtgefahr wegen seiner völligen Hilflosigkeit nicht gegeben, stellte die Große Strafkammer des Landgerichts Bayreuth das Strafverfahren gegen Sommer am 27. Juli 1954 vorläufig ein. Sommer lebte von da an „als Staatspensionär“ – wie die örtliche Tageszeitung Bayreuther Tagblatt monierte – „praktisch in Freiheit“. Am 16. Juni 1956 heiratete er eine 21-jährige Krankenschwester des Versehrtenkrankenhauses, wofür er vier Tage Urlaub erhielt. Außerdem beantragte er als Kriegsversehrter 10.000 DM Pensionsnachzahlung und 300 DM monatliche Rente.
Im Jahr 1956 lagen der Staatsanwaltschaft bereits nahezu vierhundert Zeugenaussagen gegen den Massenmörder vor. Auf deren Antrag hin erzwang die Große Strafkammer des Bayreuther Landgerichts am 14. Januar 1957 eine körperliche Untersuchung Sommers in der Erlanger Universitätsklinik. Zuvor hatte das Versehrtenkrankenhaus festgestellt, sein Zustand habe sich merklich gebessert und er sei nicht mehr laufend pflegebedürftig.
1957 wurde Sommer erneut verhaftet. Im Sommer 1958 kam es zum Prozess vor dem Landgericht Bayreuth, wobei man die Anklageschrift aufgrund seines Gesundheitszustandes drastisch kürzte. Das Urteil wurde am 3. Juli 1958 verkündet. Sommer wurde wegen der Tötung von mindestens 25 Häftlingen durch Injektionen zu einer lebenslangen Zuchthausstrafe und Aberkennung der bürgerlichen Rechte verurteilt.
Durch das Verfahren gegen Sommer gerieten – neben der öffentlichen Beachtung des Ulmer Einsatzgruppen-Prozesses – NS-Strafsachen in den Blick der bundesweiten Öffentlichkeit und lösten tiefe Erschütterung bei Besuchern und Journalisten aus. Zum ersten Mal konnte man in der westdeutschen Presse genaue Schilderungen der grenzenlosen Brutalität der KZ-Wachmannschaften lesen. Auch das mit dem Prozess gegen Sommer zusammenhängende Verfahren gegen Hans Eisele wurde aus Sicht der Journalisten zum Skandal. Die Prozesse ließen in der Öffentlichkeit die Einsicht wachsen, dass mit der ersten Welle von Prozessen in der Nachkriegszeit die Strafverfolgung von NS-Verbrechen keineswegs abgeschlossen war.
Seine Haft verbüßte Sommer zunächst in Bayreuth, ab dem Sommer 1959 dann in der Krankenabteilung des Zuchthauses Straubing. Unterstützt wurde er durch die Organisation Stille Hilfe für Kriegsgefangene und Internierte.
Im Jahr 1970 kam ein medizinisches Gutachten zu dem Schluss, dass Sommers Kriegsverletzungen einer Behandlung bedürften, die im Strafvollzug nicht möglich sei. 1971 wurde er zur stationären Behandlung in das Versorgungskrankenhaus in Bad Tölz verlegt. Von dort stellte er ein Gnadengesuch an den bayerischen Ministerpräsidenten Alfons Goppel, das dieser Ende 1971 ablehnte. 1973 stimmte Goppel aber zu, Sommer in eine Pflegeeinrichtung der Rummelsberger Anstalten zu verlegen, das Stephanusheim, wo er von 1973 bis zu seinem Tod 1988 lebte. Sommer hatte die Auflage, Rummelsberg nicht zu verlassen, wogegen er regelmäßig und ohne Sanktionen verstieß. Nach seinem Tod wurde er auf dem Friedhof in Schwarzenbruck unter falschem Namen bestattet. Das Grab wurde im Jahr 2008 aufgelöst.